# Васильев, Аркадий Иванович (Георгиевский кавалер)
Аркадий Иванович Васильев (?—?) — капитан 1-го Кавказского сапёрного батальона, Георгиевский кавалер, участник русско-турецкой войны 1877—1878 гг.
По окончании Александринского сиротского кадетского корпуса в 1858 году был выпущен в 3-й саперный батальон.
Затем служил в 1-м Кавказском саперном батальоне, в составе которого участвовал в русско-турецкой войне и был награждён орденом Св. Георгия 4-й степени (31.07.1877):

За отличие против турок при взятии 4-го и 5 мая 1877 г. передовых укреплений и крепости гор. Ардагана, где при штурме укрепленной неприятельской батареи взял одно орудие
— Александровское военное училище, 1863—1901. / сост. подполковник В. Кедрин. — М.: Тип. Г. Лисснера и А. Гешеля, 1901.